# Obozy dla Polaków w powiecie raciborskim
Obozy dla Polaków w powiecie raciborskim, (niem.) Polenlager – niemieckie obozy koncentracyjne dla Polaków.

## Historia
We wrześniu 1939 roku, po zdobyciu polskiego Śląska władzę na tym terenie przejęła niemiecka administracja. Racibórz, miasto przed wojną należało do Rzeszy, znalazł się w tzw. Odcinku Górnośląskim jako powiat miejski (Stadtkreis) oraz powiat ziemski (Landkreis). Przy czym po zmianach administracyjnych powiat raciborski obejmował część obecnych terenów Czech z Dolnym Beneszowem (niem. Beneshau, cz. Dolní Benešov) oraz część dzisiejszego powiatu wodzisławskiego z Gorzycami i Gorzyczkami.
W raciborskiem istniało najwięcej obozów dla Polaków (Polenlager). Znajdowały się one w miejscowościach: Racibórz (Ratibor), Pogrzebień (Pogrzebin), Gorzyce, Gorzyczki, Dolny Beneszów. Zarządzał nimi w ramach Volksdeutsche Mittelstelle (VoMi) – Centrala Przesiedleń Niemców, dla powiatu raciborskiego SS-Sturmführer Möbius. Po nim funkcję tę objął SS-mann Schömitz. Wiadomo, że do stacji w Brzeziu, dzisiejszej dzielnicy Raciborza, kierowano pociągi z więźniami z Gorzyczek oraz dowożono osoby z różnych miejscowości, trafiali oni do obozu w Pogrzebieniu. Dzięki zachowanej części dokumentacji niemieckiego Urząd Zdrowia z Raciborza (Gesundheisamt Ratibor) i Urzędu Pracy (Arbeitsamt) wiadomo, że lekarz powiatowy miał być obecny przy segregacji więźniów, a wiele setek Polaków zostało osadzonych w różnych obozach na terenie powiatu raciborskiego.
Bezpośredni wpływ na powstanie obozów dla ludności polskiej miała polityka przesiedleńcza Niemiec. W Katowicach mieściło się Dowództwo Operacyjne VoMi dla Górnego Śląska, a w powiatach dowództwa powiatowe, w tym w Raciborzu, które prowadziło aż 12 obozów dla przesiedleńców niemieckich. Były to obozy m.in. umiejscowione w raciborskich parafiach: św. Mikołaja – "Nikolaus-Heim" nr 73, Najświętszego Serca Pana Jezusa – "Herz-Jesu-Stift" nr 74, św. Paschalisa, klasztor Franciszkanów – Franziskaner Kloster nr 77 i Wniebowzięcia Najświętszej Panny Marii, Dom św. Notburgi – "Notburga-Heim" nr 78. Umieszczano tam np. Niemców z ZSRR i Lotaryngii.
Sieć obozów nazwanych Polenlager była jedną z form represji wobec Polaków. Były to miejsca, w których Polaków germanizowano, wykorzystywano do pracy. W obozach panował przede wszystkim głód i straszne warunki sanitarne sprzyjające powstawaniu chorób. Polenlagry zostały umiejscowione jedynie na terenie Śląska w rejencji opolskiej i katowickiej, a osadzano w nich z zasady ludność polską, było ich 24, w tym 4 na obecnym terytorium Czech. Do obozów trafiali Polacy wysiedlani ze Śląska, a zwłaszcza z Żywiecczyzny w ramach operacji wysiedleńczej ok. 20 tys. mieszkańców z powiatu żywieckiego na tereny Generalnego Gubernatorstwa i wprowadzeniu w ich miejsce osadników niemieckich zwanej Akcja Saybusch. Polaków wysiedlano ze Śląska żeby zrobić miejsce przesiedleńcom niemieckim, którzy napływali na tereny wcielone do III Rzeszy w ramach niemieckiej akcji kolonizacyjnej Heim ins Reich. Do Polenlagrów kierowano także aresztowanych w różnych akcjach wymierzonych w polską inteligencję i uczestników ruchu oporu np. w Zagłębiu Dąbrowskim w ramach akcji "Oderberg" przeprowadzonej w lutym i sierpniu 1943 roku.
Z obozów hitlerowcy wywozili więźniów na roboty w głąb Niemiec, zwalniali w przypadku podpisania Volksllisty. Zdarzały się rozstrzeliwania więźniów, ale i nakazy osiedlenia się w Generalnym Gubernatorstwie. Polenlagry odwiedzali także "znawcy rasy" i zabierali dzieci spełniające kryteria aryjskości, umieszczając je w rodzinach niemieckich w głębi Rzeszy.
Czasem nad bramami umieszczano napisy "Arbeit macht frei" – w Lyskach, "Zbuntowani Polacy przeciwko Niemcom" – w Kietrzu. W powiecie raciborskim znajdowały się obozy: Racibórz – Strzelnica nr 75, Pogrzebień nr 82, Dolny Beneszów nr 83, Gorzyce nr 168, Gorzyczki 169.

## Obóz Racibórz – Strzelnica nr 75
W roku 1940 funkcjonował już w dawnej strzelnicy raciborskiej obóz dla przesiedlanych Niemców. Przekształcono go w Polenlager między 15 a 20 czerwca 1942 roku, jego komendantem był 23 letni SS – man Willi Lerch. Istniał do listopada 1943 r.

## Obóz w Pogrzebieniu – Polenlager nr 82
Obóz mieścił się w budynku seminarium duchownego przy Klasztorze Salezjanów. Wcześniej utworzono w nim na krótko obóz przejściowy dla reemigrantów niemieckich z Besarabii i Bukowiny. Otoczony był podwójnym rzędem drutu kolczastego wysokości ok. 4 metrów. Znajdował się on pod jurysdykcją SS, strażnicy mogli w razie próby ucieczki użyć broni.
Jego komendantami byli czonkowie SS: Kratky – pierwszy komendant, Nagel, – drugi komendant, Feistenauer (Fürstenauer?) – trzeci komendant, Grel (Groel?) – czwarty komendant obozu, Reinhold Banik, – zastępca komendanta. Obozu pilnowali żandarmi: Paul Ast, Erich Bayer, Richard Elster, Fritz Grieger, Gustav Klose, Hermann Klose. Obóz w Pogrzebieniu został przekształcony 11,08,1943 roku w obóz dla dzieci (Kinderlager), jedyny w systemie Polenlagrów.
Do Pogrzebienia trafiło 200 dzieci, z tymczasowego więzienia policyjnego w Mysłowicach, z przeprowadzonej przez Niemców akcji "Oderberg". Była to akcja aresztowań przeprowadzona z 11 na 12 sierpnia 1943 w Zagłębiu Dąbrowskim. Rodziców zesłano do obozów koncentracyjnych, a dzieci początkowo trafiły do obozu nr 82.
Pogrzebieński Kinderlager zlikwidowano w październiku 1943 roku w związku z potrzebą umieszczenia w tym miejscu kolejnych niemieckich osadników ze wschodu. Od tego momentu obóz został podzielony, a Polacy przebywali w nim w odgrodzonej części w kaplicy klasztornej.
Dzieci później rozdzielono do obozów na Śląsku (np. Lyski, Gorzyce, Żory itd.).
- Obóz w Dolnym Beneszowie – Polenlager nr 83
- Obóz w Gorzycach – Polenlager nr 168
- Obóz w Gorzyczkach – Polenlager nr 169